# 438 Zeuxo
438 Zeuxo è un asteroide della fascia principale del sistema solare del diametro medio di circa 61,14 km. Scoperto nel 1898, presenta un'orbita caratterizzata da un semiasse maggiore pari a 2,5543934 UA e da un'eccentricità di 0,0700332, inclinata di 7,38505° rispetto all'eclittica.
Il suo nome è dedicato a Zeuxo, nella mitologia greca, una ninfa delle Oceanine.